# Furto de cavalo

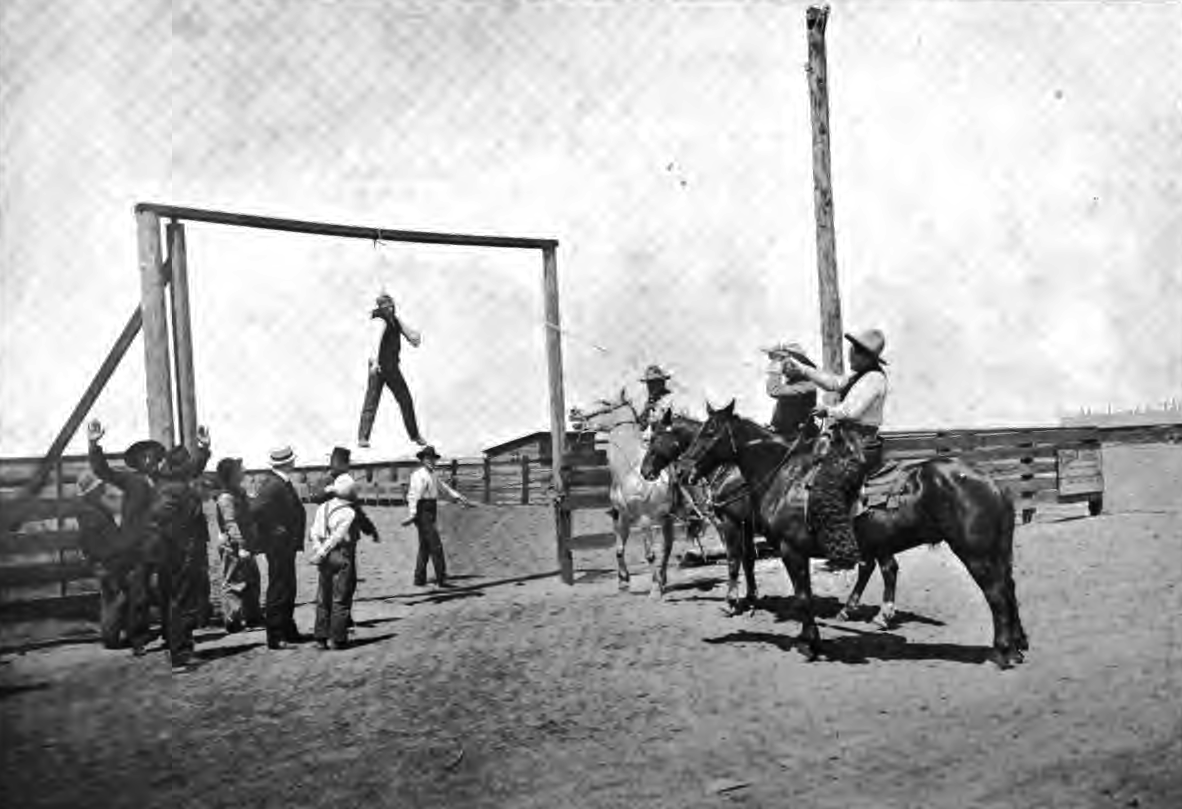
Vaqueiros do Oregon c. 1900 em uma dramatização do destino de um ladrão de cavalos

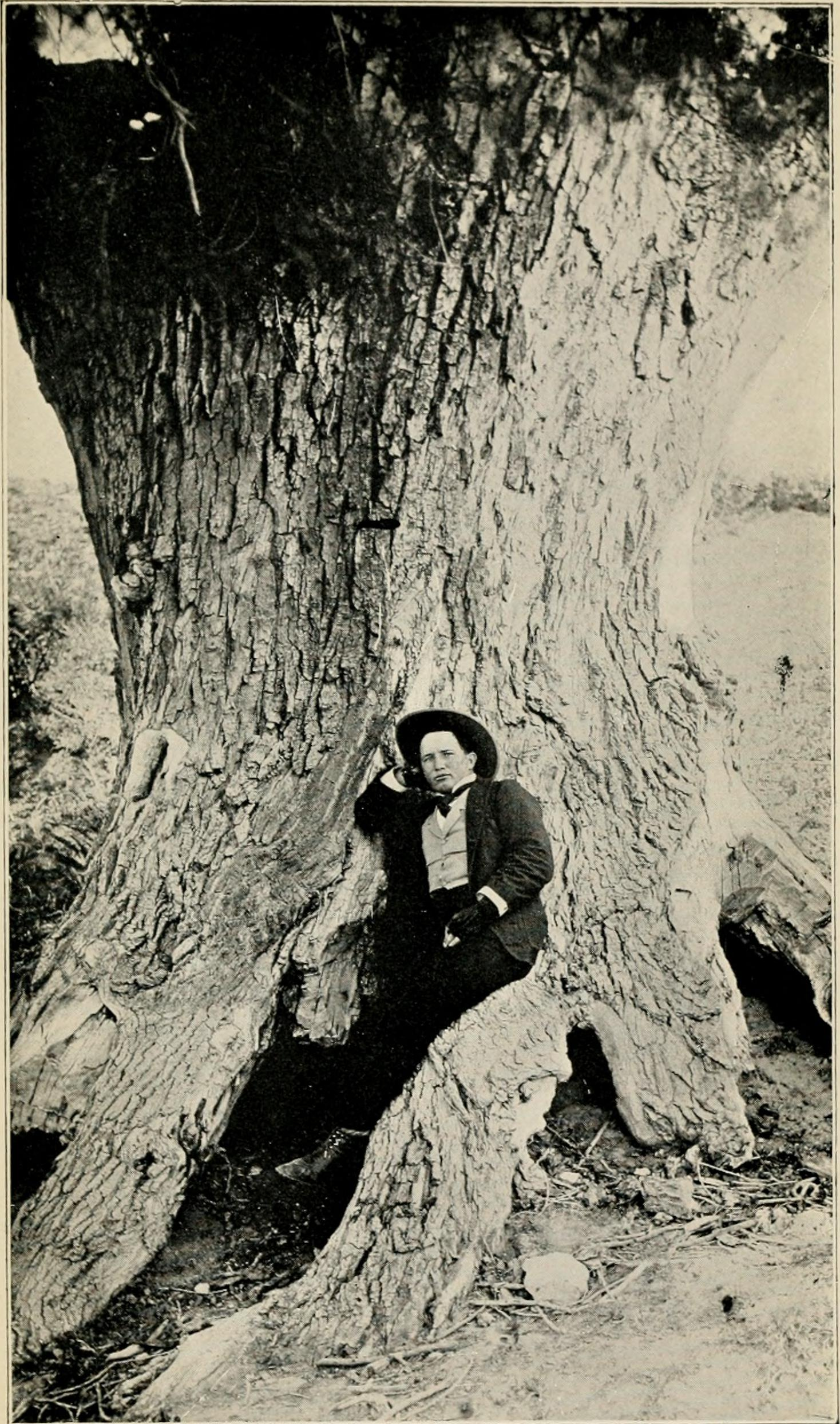
Foto de 1913 de uma árvore em Horse Thief Canyon, onde vários ladrões de cavalos foram enforcados

Furto de cavalo é o crime de subtrair cavalo alheio sem violência. Uma pessoa envolvida no furto de cavalos é conhecida como ladrão de cavalos. Historicamente, as punições eram frequentemente severas para o furto de cavalos, com várias culturas pronunciando a sentença de morte para ladrões reais ou presumidos. Várias sociedades foram formadas nos Estados Unidos para prevenir o furto de cavalos e prender ladrões de cavalos. No entanto, o furto de cavalos continua a ocorrer em todo o mundo, à medida que os cavalos são furtados para obter carne, para obter pagamento de resgate ou em disputas entre os seus proprietários e outras pessoas. O furto de cavalos hoje é comparável ao furto de automóveis, um crime punível com pena de prisão.

## História

### Europa
O furto de cavalos era um crime bem conhecido na Idade Média e no início dos tempos modernos e foi severamente punido em muitas áreas. Embora muitos crimes fossem punidos por meio de vergonha ritualizada ou banimento, o furto de cavalos muitas vezes trazia punições severas, incluindo marcação da pele com ferro quente, tortura, exílio e até morte. De acordo com um tratado do século XVIII, o uso da morte como punição para o furto de cavalos remonta ao século I dC, quando a tribo germânica Caúcos condenava os ladrões de cavalos à morte, enquanto os assassinos eram condenados a multa. Esta prática derivava do fato de a riqueza da população ser constituída por gado que se espalhava por grandes áreas, o que significa que o furto de animais só poderia ser evitado através do medo do castigo severo que daí resultaria.
O furto de cavalos foi severamente punido na região francesa de Bordéus nos séculos XV-XVIII. As punições variavam de chicotadas a pena perpétua de serviços forçados em navios Galé, punição severa compartilhada por perpetradores de incesto, homicídio e envenenamento.
Na Rússia do século XIX, o furto de gado (incluindo cavalos) representava aproximadamente 16% dos furtos de propriedade camponesa; no entanto, não houve relatos de furtos de cavalos em propriedades imobiliárias. O crime de furto de cavalo foi o mais severamente punido de qualquer furto nas propriedades russas, devido à importância dos cavalos na vida cotidiana. A flagelação era a punição usual para ladrões de cavalos, combinada com o raspar de cabeças e barbas, e multas de até três vezes o valor do cavalo, caso o animal tivesse sido vendido.
Desde o reinado de Henrique VIII, o furto de cavalos era considerado um crime grave na Inglaterra. Foi considerado crime não clerical em 1597-1598 e 1601. Para o condado rural inglês de Berkshire, no século XVIII, o furto de cavalos era considerado um grande crime contra a propriedade, junto com o furto de residências ou armazéns, furto de ovelhas, furto em rodovias e outros grandes furtos. Em Essex, no século XVIII, alguns juízes Assize decidiram executar todos os ladrões de cavalos condenados para impedir o crime. Por volta das décadas de 1750 até 1818, entre 13% e 14% das pessoas condenadas por furto de cavalos nos circuitos de Home, Norfolk e Western foram executadas. A pena de morte para o furto de cavalos foi abolida no Reino Unido em 1832, após a aprovação de um projeto de lei patrocinado por William Ewart; a legislação, que passou por cima das fortes objeções de Robert Peel na Câmara dos Comuns e de Lord Wynford na Câmara dos Lordes, também aboliu a pena de morte na Grã-Bretanha para o furto de ovelhas e gado, e para furto numa casa de habitação; o parlamento aboliu a pena de morte para a maioria dos furtos num projeto de lei separado no mesmo ano. Na época de sua abolição, as execuções reais por furto de cavalos eram raras ou inexistentes há 50 anos.

### Estados Unidos

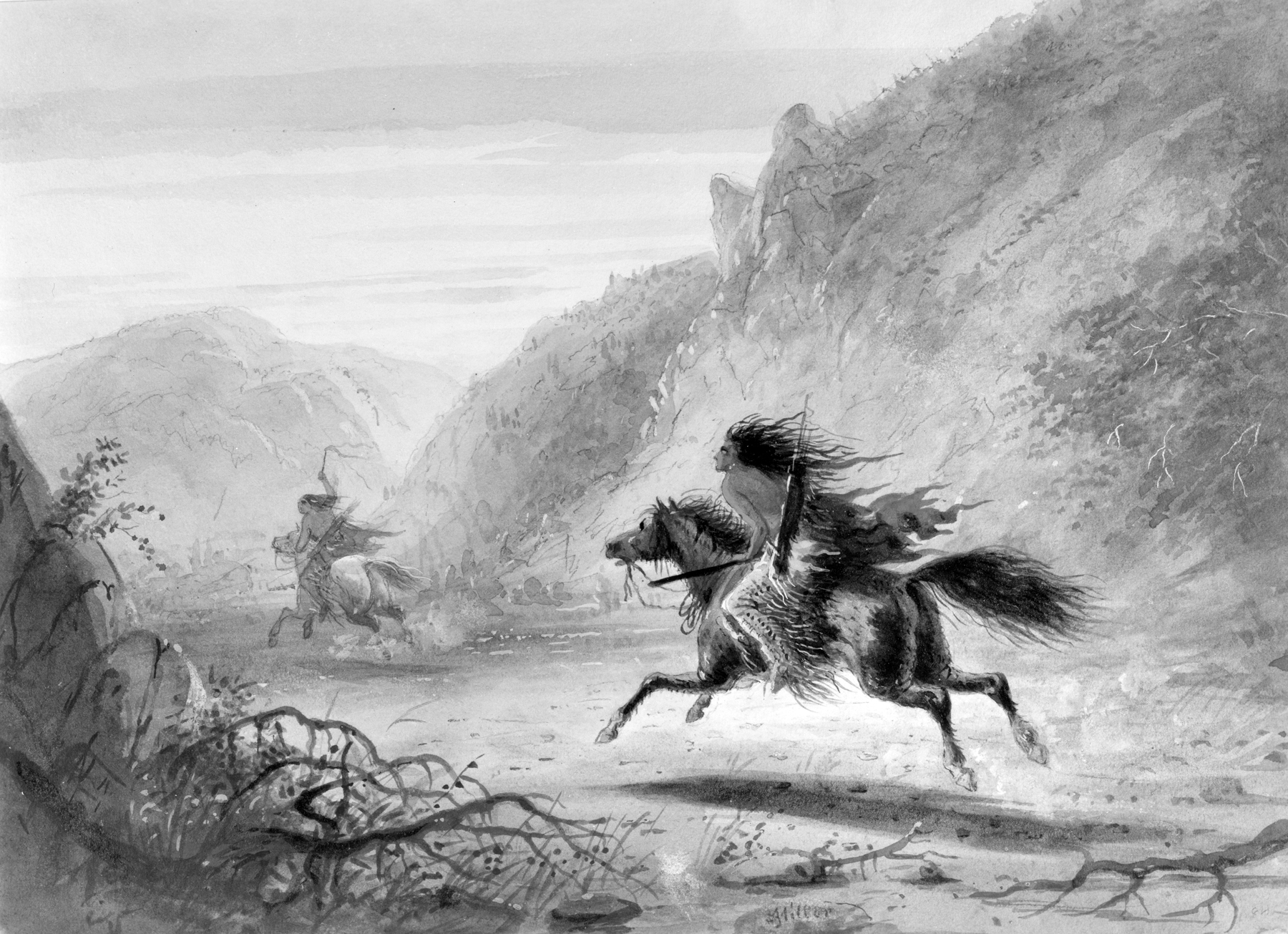
O Índio “Cobra” perseguindo ladrão de cavalos “Corvo”, c. 1859

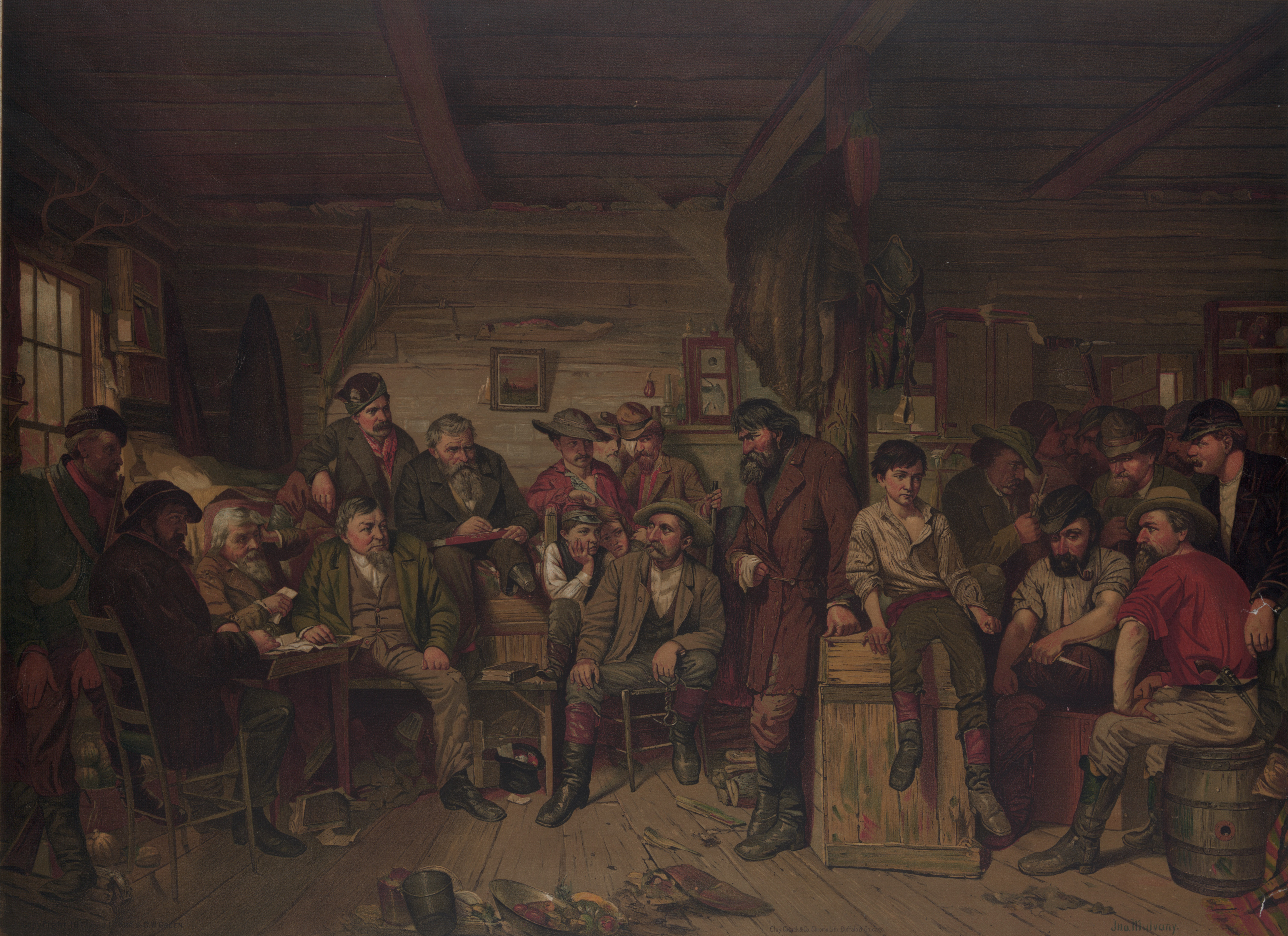
Cromolitografia de 1877, O julgamento de um ladrão de cavalos

O termo ladrão de cavalos ganhou grande popularidade nos Estados Unidos durante o século XIX. Durante esse período, os estados das Grandes Planícies, o Texas e outros estados ocidentais eram escassamente povoados e em grande parte não policiados. À medida que os agricultores cultivavam a terra e os migrantes se dirigiam para o oeste através das Grandes Planícies, os seus cavalos tornaram-se sujeitos a furtos. Uma vez que estes agricultores e migrantes dependiam dos seus cavalos, os ladrões de cavalos ganharam uma reputação particularmente perniciosa porque deixavam as suas vítimas indefesas ou gravemente prejudicadas pela perda dos seus cavalos. As vítimas precisavam de seus cavalos para transporte e agricultura. Tal depredação levou ao uso do termo ladrão de cavalos como um insulto, que transmite a impressão de que a pessoa que perpetrou o insulto é desprovida de qualquer resquício de decência moral.
Na Pensilvânia, a lei “Um Ato para Aumentar as Punições ao Furto de Cavalos” foi aprovada em 1780 e revogada em 1860, que determinava que as pessoas culpadas de tal crime deveriam ser marcadas na pele com ferro quente. A lei funcionava da seguinte forma; “no primeiro delito [o condenado] ficará no pelourinho por uma hora, e será açoitado publicamente nas costas [nuas] com trinta e nove chicotadas, bem aplicadas, e ao mesmo tempo suas orelhas serão cortadas e pregadas no pelourinho, e pela segunda infração será chicoteado no pelourinho da mesma maneira e marcado na testa de maneira clara e visível com as letras H. T.”
Esta punição foi referenciada no romance Blood Meridian de Cormac McCarthy, já que o personagem Toadvine é marcado com as letras H. T. em sua testa. H significa horse (cavalo), T para thief (ladrão) e F para felon (criminoso); “Em sua testa estavam queimadas as letras H T e abaixo e quase entre os olhos a letra F e essas marcas estavam espalhadas e berrantes como se o ferro tivesse sido deixado por muito tempo. Quando ele se virou para olhar para o garoto, o garoto percebeu que ele não tinha orelhas.”
Nos Estados Unidos, a Anti Horse Thief Association, organizada pela primeira vez em 1854 no condado de Clark, Missouri, foi uma organização desenvolvida com o propósito de proteger propriedades, especialmente cavalos e outros animais, de furto, e recuperar tais propriedades se e quando fossem furtadas. Originalmente concebida por agricultores que viviam na área onde Missouri, Illinois e Iowa se cruzam, logo se espalhou, com a primeira associação no Território de Oklahoma sendo criada em 1894. Em 1916, os associados contavam com mais de 40 000 membros em nove estados centrais e ocidentais dos EUA, e foi observada uma queda nos furtos de cavalos.

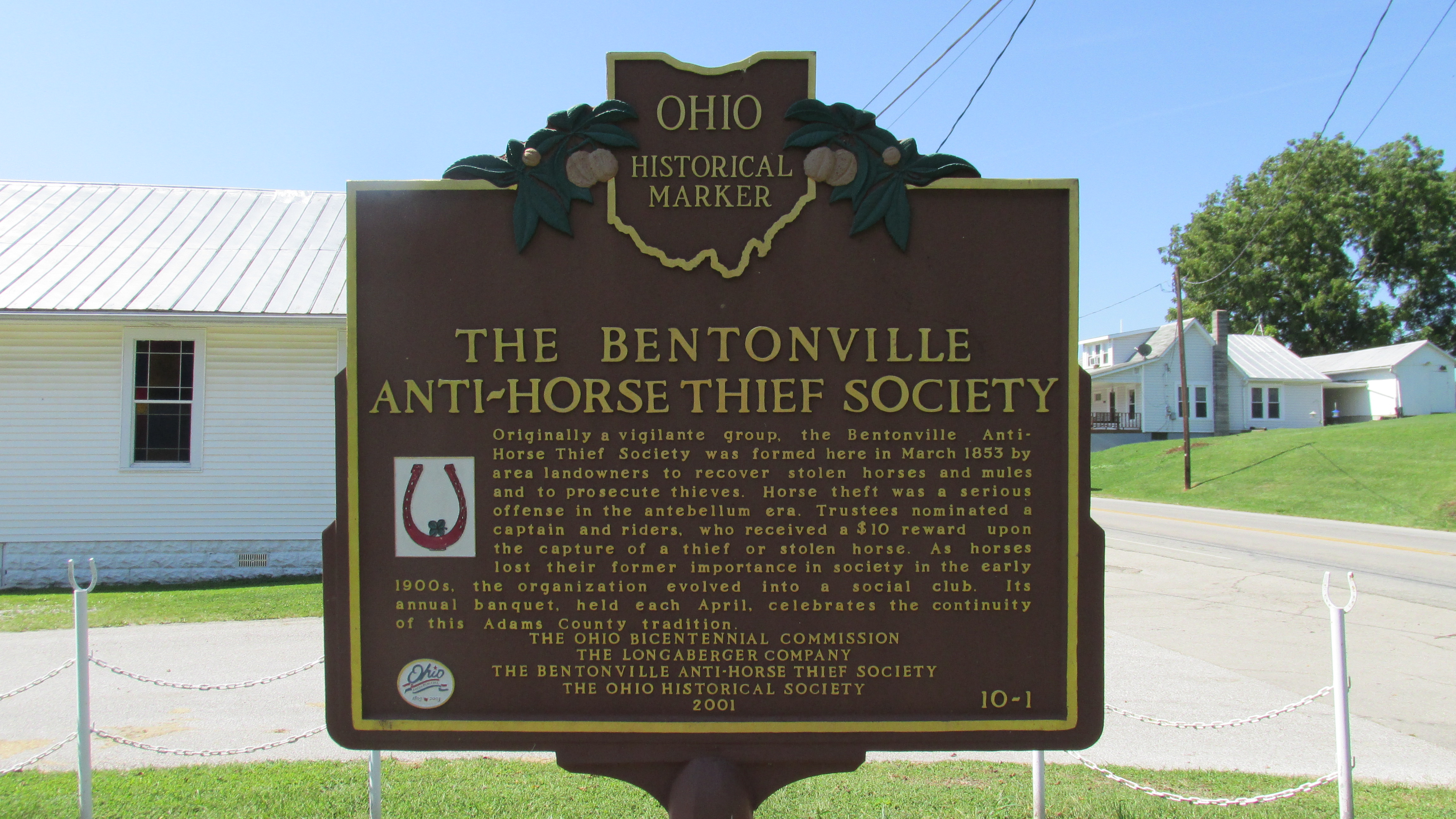
Marco histórico da Bentonville Anti-horse Thief Society em Ohio

Entre 1899 e 1909, membros da filial de Oklahoma da AHTA recuperaram US$ 83 000 em animais e viram a condenação de mais de 250 ladrões. Um grupo semelhante, que operava principalmente em Ohio, era a Bentonville Anti-Horse Thief Society. Homens suspeitos de serem ladrões seriam perseguidos por membros da organização e muitas vezes enforcados sem julgamento. A The Society in Dedham for Apprehending Horse Thieves foi uma terceira organização desse tipo que operou nos Estados Unidos, esta em Dedham (Massachusetts). É hoje “a mais antiga organização de apreensão de ladrões de cavalos existente nos Estados Unidos e uma das organizações sociais mais veneráveis de Dedham”. A maioria desses clubes extinguiu-se ou transformou-se em clubes sociais com o declínio do furto de cavalos nos EUA.

## Na atualidade
O furto de cavalos ainda é relativamente comum, com cerca de 40 000 cavalos por ano sendo tirados dos seus legítimos proprietários por estranhos ou oponentes em disputas civis ou legais. A Stolen Horse International é uma organização moderna nos EUA que trabalha para reconectar cavalos furtados com seus proprietários. Os cavalos às vezes são furtados por sua carne, ou às vezes por dinheiro. A punição por furto de cavalos ainda pode ser severa, já que uma mulher no Arkansas foi condenada a 60 anos de prisão pelo furto de cinco cavalos e equipamento equestre em 2011; um dos cavalos foi posteriormente encontrado morto, enquanto os outros foram recuperados. Os furtos de cavalos hoje podem, em alguns casos, ser resolvidos através do uso de microchips, que é exigido na União Europeia em cavalos nascidos depois de 2009 e também frequentemente visto em outros países.

## Cavalos de corrida furtados
- Fanfreluche foi furtada em junho de 1977 da Fazenda Claiborne. A égua puro-sangue era filha do Secretariado na época. A égua foi encontrada a cerca de 240 quilômetros de distância por um fazendeiro que a manteve até dezembro, quando foi identificada e devolvida aos seus donos.[23]
- Ocean Bay, um cavalo de corrida venezuelano furtado e abatido em 2020 para alimentação, quando o país estava em caos econômico. Partes do esqueleto do garanhão abatido foram encontradas poucas horas depois que o cavalo foi percebido como desaparecido.[24]
- Shergar foi furtado com um pedido resgate de £ 2 milhões em 8 de fevereiro de 1983, supostamente pelo IRA, e nunca foi recuperado.[25]